# Zadok van den Bergh
Zadok van den Bergh (Oss, 9 augustus 1859 – Nice, 13 juni 1942) was een Nederlands politicus, zoon van Simon van den Bergh en Elisabeth van der Wielen. Hij studeerde rechten en was als advocaat betrokken bij een aantal geruchtmakende processen. Ook was hij actief als gemeenteraadslid en wethouder van Amsterdam.

## Levensloop
Van den Bergh studeerde rechten aan de Universiteit van Amsterdam en promoveerde in 1885 op het onderwerp: Aanvulling en ruiling van onderpand kort voor faillissement. Hij trouwde in 1885 met Carolina Wolf. Het gezin kreeg twee zoons en een dochter. In 1921 scheidde hij om in hetzelfde jaar te hertrouwen met Alexandrine van den Berg.
Hij werd in 1885 advocaat en procureur in het kantoor van mr. D. Simons, waar hij in 1886 de verdachten van het Palingoproer verdedigde. Ook de gebroeders Hogerhuis, die het slachtoffer van een gerechtelijke dwaling waren geworden, werden door hem verdedigd. Niettemin werd de verdediging door sommigen als zwak bestempeld.
In 1891 werd hij adviseur van de Koninklijke Nederlandsche Gist- en Spiritusfabriek en in 1892 advocaat bij de Hoge Raad. In 1898 volgde hij D. Simons op in zijn kantoor te Amsterdam, nadat deze hoogleraar was geworden.
Van den Bergh sloot zich in 1885 aan bij de Liberale Kiesvereniging Burgerplicht. In 1887 werd hij medeoprichter van de Radicale Kas, die middelen moest verschaffen om radicale denkbeelden te bevorderen. Radicalisme was toentertijd een progressief-liberale stroming. In 1889 werd hij gemeenteraadslid van Amsterdam voor de Radicale Bond en (na een fusie) vanaf 1901 voor de Vrijzinnig-Democratische Bond. Van 1907 tot 1910 was hij wethouder van Publieke Werken, welke functie hij na een conflict neerlegde.
Van 1919 tot 1921 was hij opnieuw gemeenteraadslid, maar werd daarna niet meer herkozen. In 1929 vertrok hij naar Laren. Hij vluchtte in 1940, toen de nazi's binnenvielen, naar Nice, waar hij twee jaar later overleed.
Zadok van den Bergh publiceerde tal van artikelen over rechtskundige onderwerpen.